# (9029) 1989 GM
A (9029) 1989 GM a Naprendszer kisbolygóövében található aszteroida. Eleanor F. Helin fedezte fel 1989. április 6-án.